# Federación Española de Deportados e Internados Políticos
La Federación Española de Deportados e Internados Políticos (FEDIP) se fundó en 1945 por iniciativa de supervivientes españoles de los campos nazis (ex deportados) o que habían sufrido cautiverio en territorio francés durante el periodo de la ocupación nazi (ex internados). Su primera sede se estableció en Toulouse y la presidencia recayó en un primer momento en Francisco Largo Caballero, que había estado preso en el campo de Sachsenhausen. Esta presidencia, que tuvo un carácter honorífico, terminó por el fallecimiento de Largo Caballero el año siguiente.
Josep Ester i Borrás fue el secretario general desde 1947 hasta su muerte, en 1980. Entre 1945 y 2001 el órgano de expresión de esta Federación fue la revista Hispania. La última sede estuvo situada en París en la rue Leningrad (después llamada rue Saint Petersbourg) y su cierre en 2006 representó la disolución de la FEDIP.
Esta organización tuvo siempre una orientación combinada de izquierdas, libertaria y antifranquista. Estaba compuesta en su casi totalidad por exiliados españoles que habían dejado su país tras el fin de la guerra civil. Dentro del colectivo de los deportados e internados en la FEDIP se agruparon los más críticos con las organizaciones comunistas, de forma que esta Federación reunía mayoritariamente a anarcosindicalistas (CNT) y socialistas (PSOE).
En la década de 1990 la FEDIP decidió donar sus archivos al Ministerio de Cultura de España. Esto se completó, ya en los momentos finales de la existencia de la Federación, con la donación hacia 2005 de una importante colección de obras de arte realizadas por exdeportados españoles.